# Madoryx deborrei
Madoryx deborrei är en fjärilsart som beskrevs av Jean Baptiste Boisduval 1875. Madoryx deborrei ingår i släktet Madoryx och familjen svärmare. Inga underarter finns listade i Catalogue of Life.